# آگوئاسکالینتس (شهر)
شهر آگوئاسکالینتس پایتخت ایالت آگوئاسکالینتس در مرکز باختری کشور مکزیک است. این شهر در کناره رود آگوئاسکالینتس واقع شده‌است و ۱۸۸۰ متر بالا تر از سطح دریا است. 

## آب و هوا
- میانگین بالاترین دما در سال ۲۶٫۳۶ سلسیوس (بالاترین دما ماه ژوئن ۲۹٫۷۸ سلسیوس)
- میانگین پایین‌ترین دما در سال ۱۰٫۰۹۷ سلسیوس (پایین‌ترین دما ماه ژانویه ۴٫۲۲ سلسیوس)
- بارش در سال ۵۷۹ میلی‌متر (بالاترین بارش ماه اوت ۱۶۵ میلی‌متر / پایین‌ترین بارش ماه نوامبر و ماه مارس ۸ میلی‌متر)

## پیشینه
این شهر در ۲۲ اکتبر، ۱۵۷۵ میلادی به دست خوان د مونترو (Juan de Montoro) برای استراحتگاه برای خدمات پستی بین شهر زاکاتکاس و مکزیکو سیتی تأسیس شد. با اینکه بنیانگذاران آن پیش‌بینی نمی‌کردند که این شهر به یک شهر بزرگ تبدیل شود، بعد از مدتی این شهر به پایتخت ایالت تازه شکل گرفته به همین نام در زمانی که قلمرو خود را از دولت مجاور ایالت زاکاتکاس در سال ۱۸۳۵ میلادی جدا کرده بود تبدیل شد.

## نام
نام این شهر از واژه اسپانیایی، "aguas calientes" سرچشمه میگیرد به برگردان آن به فارسی "چشمه های آب گرم،" میشود. بخشی از نام اصلی "ویلا د نوسترا سنییورا د اسسمپتیون د لاس آگواس کلینتس " (بانوی ما از فرض از آب داغ). هنگامی که این شهر برای اولین بار توسط خوان د مونترو و 12 خانواده تأسیس شد این نام را به خاطره فراوانی چشمه‌های آب گرم در منطقه به شهر دادند . این ویژگی‌های حرارتی چشمه‌های معدنی هنوز هم در این شهر بهره برداری می‌شوند.

## امروزه
آگواسکالینتس امروز شهری هم سنتی و صنعتی است. مرکز شهر، نگهدارنده میراث غنی معماری و چشم انداز فرهنگی است. از سوی دیگر، بزرگراه‌های برنامه‌ریزی شده، و نیز راه‌های ماشین‌رو با پارک‌های صنعتی که به کار هزاران نفر از مردم بنا شده‌است.

## نگارخانه

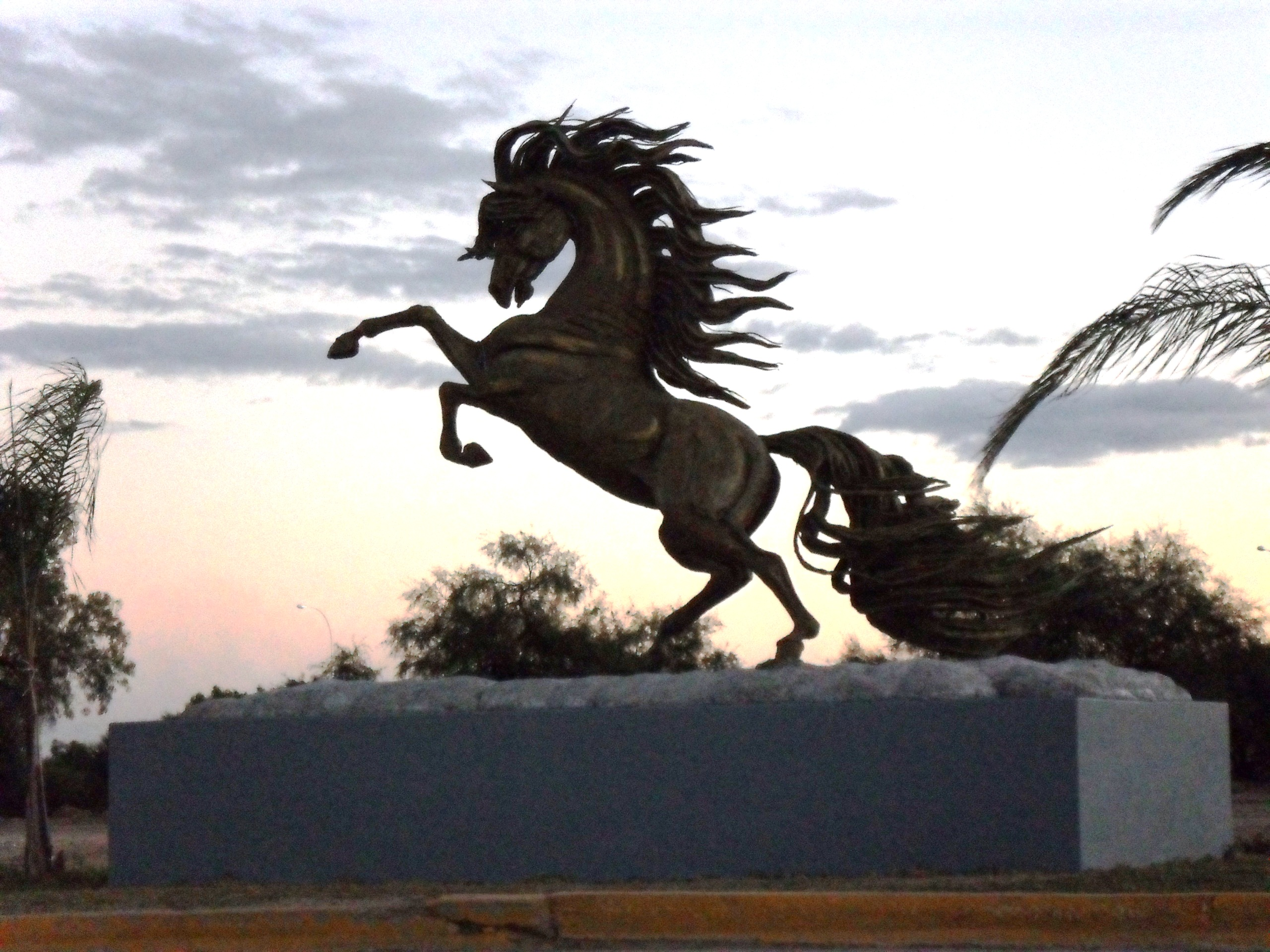
اسب در بلوار سن مارکوس
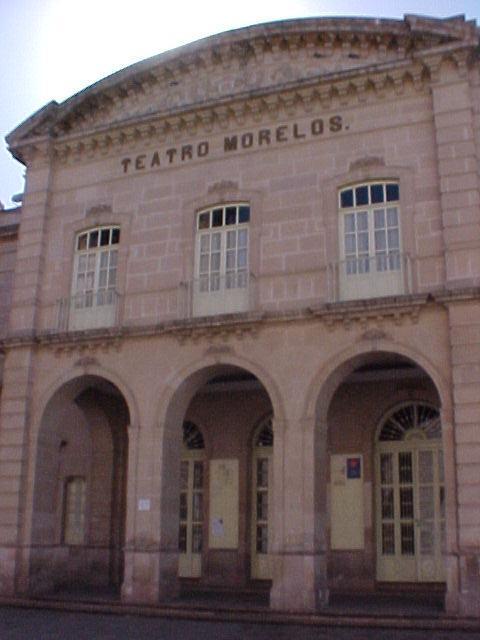
تئاتر "مورلوس"
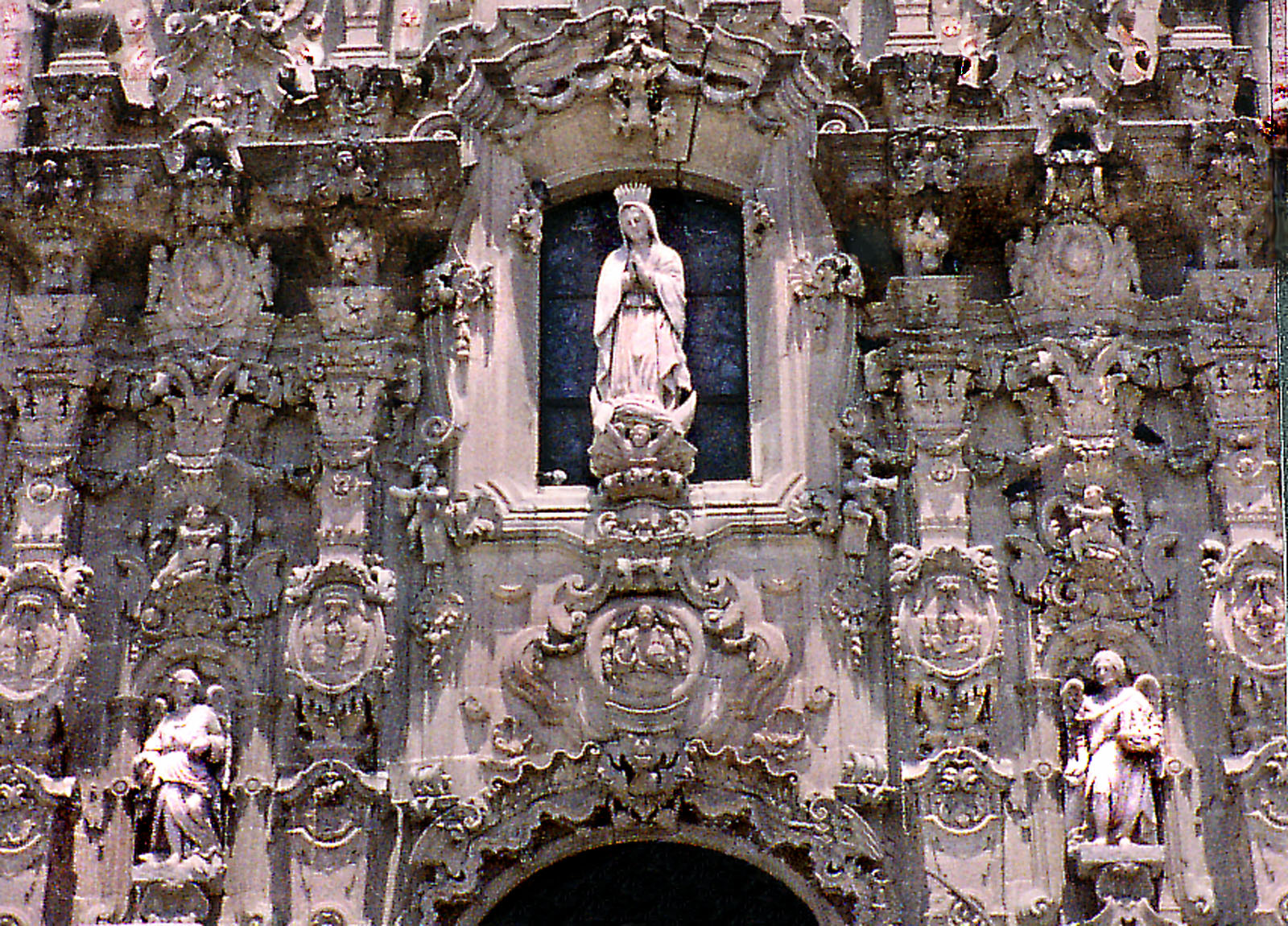
نما باروک کلیسای "گوادالوپ"